# Pareo

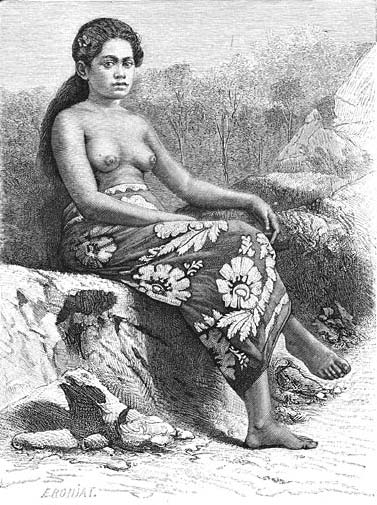
Ung kvinna från Rimatara klädd i en pareo.

En pareo är ett damplagg som härstammar från Tahiti, som mest används som strandplagg. Den består av ett rakt tygstycke som kan knytas på olika sätt; till klänning, långkjol eller minikjol.